# Леб'яже (Мішкинський район)
Леб'я́же (рос. Лебяжье) — село у складі Мішкинського району Курганської області, Росія. Входить до складу Краснознаменської сільської ради.
Населення — 139 осіб (2010, 217 у 2002).